# Shock de Spokane
Stade
Le Shock de Spokane est une équipe professionnelle de football américain en salle basée à Spokane, dans l’état de Washington, qui disputait ses matchs à domicile au Spokane Veterans Memorial Arena.
L’équipe a fait partie de l'Arenafootball2 (AF2, 2006–2009) au sein de la division Ouest de sa conférence Nationale, de l'Arena Football League (AFL) dans la division Ouest (2010-2013) et la division Pacific (2014–2015) de sa conférence Nationale et dans l'Indoor Football League (IFL, 2016–2017; 2020–2021).
La franchise ayant cessé ses activités en octobre 2015, un groupe de ses actionnaires a voulu l'inscrire dans l'Indoor Football League. Néanmoins les droits sur le nom de Shock appartenant à l'AFL, cette nouvelle est dénommée Empire de Spokane (en anglais Spokane Empire) pour les saisons 2016 et 2017 de l'IFL.
Le 12 juillet 2017, le propriétaire Nader Naini annonce qu'« Empire » va cesser ses activités à la suite de problèmes financiers. Environ un an plus tard, Naini prétend avoir échangé la marque « Empire » à l'AFL contre les marques « Shock » originales.
En 2019, Sam Adams, ancien joueur des Seahawks de Seattle récupère les droits des marques « Shock » de Naini et il annonce qu'il relance l'équipe pour la saison 2020 dans l'IFL. Néanmoins, les Shocks sont retirés de l'IFL après avoir échoué à parvenir à un accord financier pour la saison 2022.
En Af2, le Shock de Spokane a remporté quatre titres de division ainsi que les finales 2006 et 2009 (ArenaCups VII et X) En AFL, l'équipe s'est qualifiée pour trois séries éliminatoires, remportant l'ArenaBowl XXIII lors de sa première saison, devenant ainsi la première franchise de football en salle à remporter à la fois l'ArenaCup et l'ArenaBowl,.

## Histoire

### Naissance
Pendant de nombreuses années, il est proposé d'amener une équipe de football en salle à Spokane. À l'été 2005, le propriétaire Brady Nelson s'associe avec deux partenaires supplémentaires pour y réunir une équipe. Le 26 août 2005, lors d'une réunion de la ligue Af2 à Bossier City, en Louisiane, le commissaire de la ligue, Jerry Kurz, accepte la proposition de Nelson visant à constituer une équipe Af2 à Spokane. Le Shock est l’une des trois équipes d’expansion à commencer à jouer en 2006. Les deux autres sont les Hawks d'Everett, et le Lightning de Stockton.

### Arenafootball2 (Af2)

#### Saison 2006
Le 12 octobre 2005, le Shock annonce que Chris Siegfried sera le premier entraîneur de la franchise. Le 30 mars 2006, ils jouent leur premier match contre le Lightning de Stockton et gagnent 41-40. Le Shock réalise une saison inaugurale prometteuse, enregistrant un bilan de 14-2 en saison régulière et une première place dans la division nationale, conférence ouest.
Pendant les éliminatoires af2, le Shock bat le Blitz de Bakersfield et les Twisters de l'Arkansas pour remporter le titre de champion de la conférence nationale af2 et une place en ArenaCup VII contre le Green Bay Blizzard à San Juan, Porto Rico. Le 26 août, le Shock bat le Blizzard sur un score de 57 à 34 pour remporter l'ArenaCup VII. Spokane devient la première équipe d’expansion de l’histoire af2 à se qualifier et à remporter l’ArenaCup. 9 555 spectateurs en moyenne assistent aux matchs à domicile.
En raison de l'excellent jeu de l'équipe, Chris Siegfried est nommé entraîneur Af2 de l'année pour la saison 2006.

#### Saison 2007
Le 4 septembre 2006, l'entraîneur-chef de Spokane, Chris Siegfried, accepte le poste de coordinateur offensif de l'équipe AFL, Brigade de Kansas City. Le 20 septembre 2006, le Shock de Spokane annonce la nomination d'Adam Shackleford, ancien coordinateur offensif de Fire de Louisville, comme nouveau head coach. Ils remportent un second titre de division consécutif avec un bilan final de 12-4 et une nouvelle qualification pour les playoffs. Cependant, ils perdent au premier tour contre le Fire de Louisville sur le score de 35-62. Une moyenne de 10 314 personnes sont venus aux matchs à domicile de Spokane.

#### Saison 2008
Ils entament la saison avec onze victoires de suite avant de perdre face aux Wildcats de Géorgie du Sud par un field goal à la dernière seconde. C'est leur seule défaite en saison régulière, les qualifiant pour les playoffs et gagnant l'avantage du terrain à domicile jusqu'à l'ArenaCup. Spokane affronte les Vipers de Tennesse Valley le 25 août 2008 lors de l'ArenaCup IX. Tennessee Valley est obligé de jouer avec son quarterback remplaçant pendant presque tout le match après que son titulaire se soit blessé lors du premier drive. La partie est serrée de bout en bout et le temps réglementaire se termine avec une égalité, l'ArenaCup entamant ainsi la toute première prolongation de son histoire. Après que le Shock ait marqué un touchdown et réussi le point supplémentaire, Tennessee Valley réplique avec un touchdown, mais opte pour une conversion de deux points, qu'ils réussissent pour remporter leur première ArenaCup.

#### Saison 2009
Spokane enregistre une nouvelle saison avec un bilan final et 15-1, remportant son quatrième titre de division consécutif et se qualifie à nouveau pour les playoffs. Ils avancent jusqu'à ArenaCup X et ils y battent les Pioneers de Wilkes-Barre / Scranton sur le score de 74-27 à Las Vegas, Nevada.

### Arena Football League (AFL)

#### Saison 2010

Le logo de Spokane Shock de 2010 à 2013

Le 27 septembre 2009, le Spokane Shock est intégré à Arena Football 1, une renaissance de l'Arena Football League, mélangée à d'anciennes équipes Af2 qui ont réussi. le Shock prouve instantanément qu'il fait partie de la ligue, terminant la saison régulière avec un bilan de 16-3, remportant ainsi le premier rang des éliminatoires. Il se qualifie pour l'ArenaBowl XXIII contre le Storm de Tampa Bay. Devant une foule record de 11 017, le Shock a battu le Storm 69–57 après 9 passes de touchdown de Kyle Rowley.

#### Saison 2011
Cette saison est un peu moins glorieuse, commençant par trois défaites d'affilée et terminant avec un bilan de 9-9. Malgré cela, Spokane se qualifie de nouveau pour les playoffs mais perd au premier tour contre les Rattlers de l'Arizona sur un score de 33-62. Le 9 juillet 2011, le Shock participe au premier match d'arena football en extérieur au Joe Albi Stadium de Spokane. L'entraîneur-chef Rob Keefe est renvoyé après la saison.

#### Saison 2012
Andy Olson, ancien coordinateur offensive est le nouvel entraîneur de Spokane. Il termine la saison avec un bilan de 10-8, terminant quatrième de la division Ouest de la conférence nationale et, pour la première fois de l'histoire du club, le Shock ne participe pas aux playoffs.

#### Saison 2013
Bien qu'ils perdent leur quarterback titulaire, Kyle Rowley, qui signe comme agent libre avec les Predators d'Orlando, Spokane finit la saison avec un bilan positif de 14-4. En playoffs, Spokane gagne la demi-finale de conférence contre le Rush de Chicago sur le score de 69-47. La finale de conférence leur est fatale avec une défaite 65-57 des mains des Rattlers de l'Arizona, futurs champions de l'ArenaBowl XXVI.

#### Saison 2014
En janvier 2014, il est annoncé que Brady Nelson a vendu le Shock à Arena Football Partners, LLC. Toujours sous les ordres de Andy Olson, l'équipe termine la saison sur un bilan de 11-7, avec à la clé une nouvelle qualification pour les playoffs. Leur route s'arrêtera cependant en demi-finale de conférence face aux Sabercats de San José qui les battent 55-28.

#### Saison 2015
La saison commence par la perte de leur quarterback MVP, Eric Meyer, qui signe aux Sabercats de San José. Un autre joueur clé, le wide receiver Adron Tennell rejoint le même club. Bien qu'ils finisse la saison avec un bilan de 7-11, le Shock est deuxième de la division Ouest de la conférence nationale et se qualifie pour les playoffs. Leur participation sera très courte avec une défaite dès la demi-finale de conférence contre les Rattlers de l'Arizona sur un score de 41-72.

### Indoor Football League

#### Saison 2016
À partir du 10 août 2015, le président de Shock, Nader Naini, évoque un possible transfert vers l'Indoor Football League. Naini était très impliqué dans le recrutement de Scott Butera à l'AFL en tant que nouveau commissaire. Il a accusé l'AFL et certaines de ses équipes de tricherie, préférant les franchises mieux établies et ne respectant pas l'obligation d'améliorer le produit, l'obligeant à peser les options pour l'avenir de l'équipe, notamment en passant à l'IFL, ce qui a déplu aux joueurs actuels,. Cependant, Mike Allshouse, commissaire de l'IFL, n'a pas tardé à préciser: "À ce stade, il serait inapproprié de parler de toute équipe associée à une autre ligue.
Le déménagement est officiellement confirmé le 1er septembre 2015. La franchise Spokane doit toutefois fonctionner sous une identité différente, l'Arena Football League annoncant le 12 octobre que l'équipe et la ligue ne parvenaient pas à trouver à un accord sur la marque et les logos de l'équipe, ceux-ci appartenant à l'AFL. Un communiqué de presse de l'AFL confirme que la ligue conserve les droits sur le nom et les logos de Shock. La franchise est baptisée sous le nom d'Empire Spokane quelques semaines plus tard.
Empire est membre de la conférence Intense de l'IFL qu'elle remporte avec 12 victoires pour 4 défaites. Elle gagne ensuite la finale de conférence Intense 55 à 44 contre Danger du Nebraska (en) mais perd le United Bowl 2016 (en), 34 à 55 contre le Storm de Sioux Falls.

#### Saison 2017
L'Empire de Spokane termine troisième de la conférence Intense (8 victoires pour 8 défaites) et ne se qualifie pas pour la série éliminatoire.
Le 12 juillet 2017, le propriétaire Nader Naini annonce qu'« Empire » va cesser ses activités à la suite de problèmes financiers. Environ un an plus tard, Naini prétend avoir échangé la marque « Empire » à l'AFL contre les marques « Shock » originales.

#### Saison 2020
En 2019, Sam Adams, ancien joueur des Seahawks de Seattle récupère les droits des marques « Shock » de Naini et il annonce qu'il relance l'équipe pour la saison 2020 dans l'IFL.
Après deux matchs de saison régulière, l'IFL annonce qu'elle annule sa compétition à la suite de la pandémie de Covid-19.

#### Saison 2021
Le Shock de Spokane termine la saison à la 6e place (sur douze équipes) et se qualifie pour le premier tour de la série éliminatoire. Le « Shock » est battu 33 à 44 par les Fighters de Frisco (en).
Néanmoins, les Shocks sont retirés de l'IFL après avoir échoué à parvenir à un accord financier pour la saison 2022.

## Les joueurs
| Joueur                | Position | Université                 |
| --------------------- | -------- | -------------------------- |
| Patrick Afif          | OL,OT,OT | Washington State           |
| Anthony Amos          |          | Middle Tennessee State     |
| Matt Bassuener        | QB       | Georgetown                 |
| Braylon Bell          | WR       | Abilene Christian (TX)     |
| Jarrett Brown         |          | West Virginia              |
| Rashaad Carter        |          | Tusculum (TN)              |
| Samuel Charles        |          | Edward Waters College (FL) |
| Carson Coffman        | QB       | Kansas State               |
| Devon Dace            |          | Rhode Island               |
| Ruschard Dodd-Masters | DB       | Nevada-Las Vegas           |
| Dominique Duster      |          | North Alabama              |
| J.T. Fitzgerald       |          | Rocky Mountain (MT)        |
| Deveric Gallington    |          | Texas Tech                 |
| Sergio Gilliam        | WR/DB    | Clemson                    |
| Rod Harper            | WR       | Murray State               |
| Will Hunt             |          | Charleston Southern        |
| Mark Jackson          |          | Glenville State (WV)       |
| Andre Jones           | WR/DB    | Akron                      |
| Bryson Kelly          |          | Central Washington         |
| Ricardo Kemp          | DB       | Tennessee                  |
| Micah King            | FB/LB    | Southern Illinois          |
| Alex Magee            | DT       | Purdue                     |
| Kevin McCullough      | FB/LB    | Cincinnati                 |
| Mike McMillan         |          | Ashland (OH)               |
| Arvell Nelson         | QB       | Texas Southern             |
| Rory Nixon            |          | St. Augustine`s            |
| Sam Pope              | DB       | Hampton                    |
| Jeff Richards         |          | Emporia State (KS)         |
| Daniel Riley          |          | Harding College (AR)       |
| Taylor Rowan          | K        | Western Illinois           |
| James Ruffin          | DL       | Northern Iowa              |
| Jabin Sambrano        |          | Montana                    |
| Rickey Simpson        |          | Illinois State             |
| Warren Smith          |          | Maine                      |
| Danny Southwick       | QB       | Occidental College (CA)    |
| Derrick Summers       | FB/LB,DL | Toledo                     |
| Terrance Taylor       | DL       | Michigan                   |
| Matangi Tonga         | FB       | Houston                    |
| Nick Truesdell        |          | Cincinnati                 |
| Sam Tupua             | OL       | Idaho                      |
| Mike Washington       | WR       | Hawai`i                    |
| Christian Wise        | WR/DB    | Clark Atlanta (GA)         |

## Les entraîneurs
| Nom de l'équipe   | Nom              | Terme     | Saison régulière | Saison régulière | Saison régulière | Saison régulière | Série éliminatoire | Série éliminatoire | Récompenses                    |
| ----------------- | ---------------- | --------- | ---------------- | ---------------- | ---------------- | ---------------- | ------------------ | ------------------ | ------------------------------ |
| Nom de l'équipe   | Nom              | Terme     | G                | P                | N                | %                | G                  | P                  | Récompenses                    |
| Shock de Spokane  | Chris Siegfried  | 2006      | 14               | 02               | 0                | 87,5             | 3                  | 0                  | Entraîneur de la saison en Af2 |
| Shock de Spokane  | Adam Shackleford | 2007–2009 | 42               | 06               | 0                | 87,5             | 7                  | 2                  |                                |
| Shock de Spokane  | Rob Keefe        | 2010–2011 | 22               | 12               | 0                | 64,7             | 3                  | 1                  |                                |
| Shock de Spokane  | Andy Olson       | 2012–2015 | 42               | 30               | 0                | 58,3             | 1                  | 3                  |                                |
| Empire de Spokane | Adam Shackleford | 2016–2017 | 20               | 12               | 0                | 62,5             | 1                  | 1                  |                                |
| Shock de Spokane  | Billy Back       | 2020–2021 | 06               | 07               | 0                | 50,0             | 0                  | 1                  |                                |
| Shock de Spokane  | Cedric Walker    | 2022      | 0                | 0                | 0                | –                | 0                  | 0                  |                                |